# Saint-Igneuc
Saint-Igneuc (Bretons: Sant-Yunieg) is een plaats en voormalige gemeente in de Franse gemeente Jugon-les-Lacs in het departement Côtes-d'Armor in de regio Bretagne.

## Geschiedenis
Van 1793 tot 1973 was Saint-Igneuc een autonome gemeente. Op 1 april 1973 fuseerden de gemeenten Jugon, Lescouët-Jugon en Saint-Igneuc tot de gemeente Jugon-les-Lacs.
Dolo · Jugon · Lescouët-Jugon · Saint-Igneuc